# José de las Cuevas Velázquez-Gaztelu
 (janvier 2024).
José de las Cuevas Velázquez-Gaztelu, né à Madrid le 11 avril 1918 et mort à Arcos de la Frontera le 24 avril 1992, est un journaliste et écrivain espagnol, frère de Jesús de las Cuevas Velázquez-Gaztelu.

## Publications
- Genio e Ingenio de D. José de Espronceda, 1942
- El Vuelo de las Horas en la Feria de Sevilla
- Biografía del vino de Jerez
- Historia apasionada del Brandy de Jerez